# Liste der Bodendenkmale in Scharnebeck
In der Liste der Bodendenkmale in Scharnebeck sind alle Bodendenkmale der niedersächsischen Gemeinde Scharnebeck aufgelistet. Die Quelle ist der Denkmalatlas Niedersachsen. Der Stand der Liste ist der 29. Juli 2024.

## Allgemein
In den Spalten finden sich folgende Informationen des Bodendenkmales :
- Lage        : geographische Koordinaten
- Bezeichnung : Bezeichnung lt. Denkmalatlas
- Beschreibung: Beschreibung lt. Denkmalatlas
- ID          : Objekt-ID
- Bild        : Bild, ggf. zusätzlich mit Link zu weiteren Fotos im Medienarchiv Wikimedia Commons.

## Scharnebeck
| Lage                         | Bezeichnung                                    | Beschreibung | ID       | Bild |
| ---------------------------- | ---------------------------------------------- | --- | -------- | ---- |
| 53° 17′ 25″ N, 10° 28′ 57″ O | Scharnebeck 3, Grabhügel                       | Fast rund, Dm. 8 m; H. 0,6 m. In der Kuppe zentrale Eingrabung (ca. 2 × 1,5 m). | 28929930 | BW   |
| 53° 17′ 18″ N, 10° 28′ 51″ O | Scharnebeck 4, Grabhügel                       | Fast rund, Dm. 16,5 m; H. 0,6 m. Rand auslaufend, Kuppe abgeflacht. Nach Norden große Eingrabung. | 28930026 | BW   |
| 53° 17′ 19″ N, 10° 28′ 13″ O | Scharnebeck 5, Grabhügel                       | Fast rund, Dm. 16 m; H. 0,5 m. Rand ist, flache große Kuppenmulde. | 28930028 | BW   |
| 53° 17′ 11″ N, 10° 28′ 20″ O | Scharnebeck 6, Grabhügel                       | Fast rund, Dm. 11,5 m; H. noch 0,25 m. Rand auslaufend, Kuppe sehr abgeflacht. Oberfläche gestört. Am Süd-Rand flacher Graben. | 28930030 | BW   |
| 53° 17′ 9″ N, 10° 28′ 40″ O  | Scharnebeck 7, Grabhügel                       | Fast rund, Dm. 19 m; H. 0,65 m. Rand auslaufend, Kuppe abgeflacht. Eine Nordnordost-Südsüdwest verlaufende Fahrspur. | 28930032 | BW   |
| 53° 16′ 24″ N, 10° 29′ 21″ O | Scharnebeck 8, Grabhügel                       | Fast rund, Dm. 16,5 m; H. 0,9 m. Von Ost-West verlaufenden Pflanzfurchen überzogen. Kuppe etwas nach Norden geneigt. | 28930034 | BW   |
| 53° 16′ 23″ N, 10° 29′ 30″ O | Scharnebeck 9, Grabhügel                       | Rund, Dm. 19 m; H. 1,5 m. Im Zentrum ein Schützenloch. Kuppe abgeflacht. | 28930036 | BW   |
| 53° 16′ 22″ N, 10° 29′ 31″ O | Scharnebeck 10, Grabhügel                      | Rund, Dm. 13,6 m; H. 0,9 m. Rand auslaufend, im Nordost-Bereich flache Mulde. | 28930038 | BW   |
| 53° 16′ 19″ N, 10° 29′ 33″ O | Scharnebeck 11, Grabhügel                      | Rund, Dm. 16 m; H. 1,1 m. Rand abgesetzt, Kuppe abgeflacht. | 28930040 | BW   |
| 53° 16′ 20″ N, 10° 29′ 29″ O | Scharnebeck 12, Schnedehügel (Grenzmarkierung) | Grenzmarkierung. Runder Hügel, Dm. 7 m; H. 0,7 m. Rand abgesetzt. Umlaufend eine grabenförmige Vertiefung (vermutlich vom Steinesuchen). Große alte zentrale Eingrabung (Dm. 2,3 m; T. 0,5 m). Teil der seit 1418 bestehenden Grenze der Lüneburger Weide- und Jagdgerechtigkeit. | 28930042 | BW   |
| 53° 16′ 12″ N, 10° 29′ 35″ O | Scharnebeck 13, Schnedehügel (Grenzmarkierung) | Etwa 2 km südsüdwestlich von Scharnebeck liegt in leicht welligem Gelände ein fast runder Schnedehügel. Dm. 6 m; H. 0,5 m. In der Kuppe eine Mulde (1,5 × 1 m). Schwach erkennbarer flacher, äußerer Ringgraben. Von Nordwest flacher Graben nach Westen. Teil der seit 1418 bestehenden Grenze der Lüneburger Weide- und Jagdgerechtigkeit.                                                                      | 28930044 | BW   |
| 53° 15′ 32″ N, 10° 31′ 18″ O | Scharnebeck 21, Landwehr (Teilstück)           | | 35624592 | BW   |
| 53° 17′ 33″ N, 10° 30′ 39″ O | Scharnebeck 22, Teil einer Siedlung            | | 28930046 | BW   |
| 53° 17′ 22″ N, 10° 28′ 21″ O | Scharnebeck 27, Grabhügel                      | Fast rund, Dm. 20,5 m; H. 0,9 m. Im Hügel flache Kuppenmulde. Am Nord-Rand ein Waldpfad. | 28930048 | BW   |
| 53° 16′ 16″ N, 10° 29′ 32″ O | Scharnebeck 29, Schnedehügel (Grenzmarkierung) | Etwa 1,8 km südsüdwestlich von Scharnebeck, ca. 500 m östlich des Elbe-Seiten-Kanals liegt in leicht welligem und nach Norden geneigtem Gelände ein runder Schnedehügel. Dm. 6,5 m; H. 0,6 m. Rand abgesetzt. Im Hügel eine Kuppenmulde (Dm. 1,8 m; T. 0,6 m). Teil der seit 1418 bestehenden Grenze der Lüneburger Weide- und Jagdgerechtigkeit.                                                                 | 28930050 | BW   |
| 53° 16′ 51″ N, 10° 29′ 3″ O  | Scharnebeck 36, Grabhügel                      | Rund, Dm. 17 m; H. 0,7-0,8 m. Deutlich abgesetzt. Keine Störungen erkennbar, im Randbereich Steine mit der Sonde fühlbar. | 28932064 | BW   |
| 53° 17′ 13″ N, 10° 28′ 43″ O | Scharnebeck 37, Grabhügel                      | Deutlich abgesetzt, rund, Dm. 12,5 m; H. 0,5 m. Am Nord-Rand eine Mulde (alte Störung), sonst unbeschädigt. | 28932066 | BW   |
| 53° 17′ 22″ N, 10° 28′ 48″ O | Scharnebeck 38, Grabhügel                      | Dm. 8-9 m; H. ca. 0,4 m | 28932068 | BW   |
| 53° 17′ 9″ N, 10° 28′ 39″ O  | Scharnebeck 39, Grabhügel                      | Rund, flach, Dm. 11,5-12,0 m; H. 0,5 m. Am Ost-Rand (evtl. Steinkranz) 1995 zwei Scherben der jüngeren Bronzezeit geborgen. | 28932070 | BW   |
| 53° 17′ 11″ N, 10° 28′ 12″ O | Scharnebeck 40, Grabhügel                      | Rund, deutlich abgesetzt, Dm. 9,8 m; H. 0,3-0,4 m. Nördlich des Zentrums eine Mulde. Mehrere Steine in nördlicher und östlicher Randzone obenliegend, zum Teil Steingruppen/ -setzungen mit der Sonde fühlbar. | 28932072 | BW   |
| 53° 17′ 23″ N, 10° 28′ 9″ O  | Scharnebeck 41, Grabhügel                      | Rund, deutlich abgesetzt, Dm. 15 m; H. 0.8-1,0 m. Zentral eine alte Eingrabung, die Süd-Hälfte von Pflanzfurchen in Ost-West Richtung überzogen, einzelne Steine herausgepflügt. | 28932074 | BW   |
| 53° 17′ 17″ N, 10° 28′ 6″ O  | Scharnebeck 42, Grabhügel                      | Rund, deutlich abgesetzt, Dm. 15,5 m; H. 0,6 m. Am Ost-Rand kleine ältere Mulden, sonst ungestört. | 28932076 | BW   |
| 53° 17′ 41″ N, 10° 28′ 12″ O | Scharnebeck 43, Grabhügel                      | Rund, abgesetzt, Dm. 7,5 m; H. 0,7 m. Oberfläche abgeflacht und nach Süden bis an den Hügelrand flach auslaufend. Mehrere größere Steine sichtbar, weitere mit Sonde fühlbar. | 28932207 | BW   |
| 53° 17′ 40″ N, 10° 28′ 8″ O  | Scharnebeck 44, Grabhügel                      | Ehemals rund, in der Süd-Hälfte deutlich abgesetzt, Dm. 14 m; H. ca. 0,8 m. Am Süd-Rand Steinkreis mit Sonde fühlbar. Zahlreiche Mulden in der Oberfläche, Nord-Hälfte zergraben, bzw. durch Erdbewegungen verändert. | 28932209 | BW   |
| 53° 17′ 41″ N, 10° 28′ 6″ O  | Scharnebeck 45, Grabhügel                      | Runder, schwach abgesetzt, Dm. 10,5 m; H. 0,6 m. Verschiedene Mulden. | 28932211 | BW   |
| 53° 17′ 42″ N, 10° 28′ 8″ O  | Scharnebeck 46, Grabhügel                      | Rund, schwach abgesetzt, am östlichen Rand Bodenablagerungen. Störungen im Hügel nicht erkennbar. | 28932306 | BW   |
| 53° 15′ 22″ N, 10° 31′ 30″ O | Scharnebeck 51, Schnedehügel (Grenzmarkierung) | | 28934626 | BW   |
| 53° 16′ 14″ N, 10° 29′ 33″ O | Scharnebeck 52, Schnedehügel (Grenzmarkierung) | Etwa 1,8 km südsüdwestlich von Scharnebeck, ca. 500 m östlich des Elbe-Seitenkanals liegt ein fast runder Schnedehügel. Dm. 6 m, H. 0,8 m. Steil geböscht. Vom Zentrum verläuft nach Südwesten alte Eingrabung. Umlaufender schwacher Graben erkennbar. Teil der seit 1418 bestehenden Grenze der Lüneburger Weide- und Jagdgerechtigkeit.                                                                        | 28934628 | BW   |
| 53° 16′ 9″ N, 10° 29′ 39″ O  | Scharnebeck 53, Schnedehügel (Grenzmarkierung) | | 28934630 | BW   |
| 53° 15′ 54″ N, 10° 30′ 6″ O  | Scharnebeck 54, Schnedehügel (Grenzmarkierung) | Etwa 1,1 km östlich des Elbe-Seitenkanals, hart nördlich der Gemarkungsgrenze zu Lüneburg und etwa 200 m südsüdwestlich von Neu Lentenau liegt ein runder Schnedehügel. Dm. 6,5 m; H. 0,7 m. Nördlich der Mitte befindet sich abgeflossenes Erdreich. In der Kuppe eine Mulde eingegraben, um den Hügel ein Erdentnahmegraben. Teil der seit 1418 bestehenden Grenze der Lüneburger Weide- und Jagdgerechtigkeit. | 28934624 | BW   |
| 53° 15′ 55″ N, 10° 30′ 3″ O  | Scharnebeck 55, Schnedehügel (Grenzmarkierung) | Etwa 1,1 km östlich des Elbe-Seitenkanals, hart nördlich der Gemarkungsgrenze zu Lüneburg und etwa 200 m südsüdwestlich von Neu Lentenau liegt ein runder Schnedehügel. Dm. 6 m; H. 0,7 m. Über den Hügel verläuft eine Fahrspur. Teil der seit 1418 bestehenden Grenze der Lüneburger Weide- und Jagdgerechtigkeit.                                                                                              | 28934727 | BW   |